# 朝日町議会 (山形県)
朝日町議会（あさひまちぎかい）は、山形県西村山郡朝日町の地方議会である。

## 概要
- 定数：12人
- 任期：4年（議会解散が実施されれば任期満了前であっても議員任期は終了する）
- 前回選挙：2023年（令和4年）4月23日投開票[1]（無投票）

- 選挙区：町全体を1選挙区とする大選挙区制（単記非移譲式）
- 所在地：山形県西村山郡朝日町大字宮宿1115
- 主な役割：審議、議決、一般質問、同意、町政のチェック、請願や陳情の審査、意見書の提出、充て職、調査研究、行政行事出席等

### 委員会
- 議会運営委員会

#### 常任委員会
- 総務文教常任委員会
- 産業厚生常任委員会
- 議会広報常任委員会

### 定例会
- 3月、6月、9月、12月

### 事務局
- 議会事務局

## 党派
- 無所属10人
- 日本共産党1人
- 公明党1人

（2023年5月1日現在）

## 議員報酬等
| 役職   | 報酬            | 政務活動費 |
| ------ | --------------- | ---------- |
| 議長   | 月額 31万0000円 | 無し       |
| 副議長 | 月額 25万0000円 | 無し       |
| 議員   | 月額 23万5000円 | 無し       |

- 別途、年2回期末手当あり。
- 議員年金は2011年（平成23年）6月1日で廃止されている。